# Ін-чор Більге-хан
Ін-чор (Інчу) Більге-хан (*д/н — 21 жовтня 645) — 1-й володар Сеяньтоського каганату в 628—645 роках.

## Життєпис
Походив з роду ишбара (правителів) сеяньто. Був онуком Єде-хана. Про батьків відсутні відомості. При народженні звався Инан (в китайському варіанті Інань). Близько 615 року після смерті діда спадкував владу над сеяньто. Брав участь у війнах проти Східнотюркського каганату.
Близько 627 році підтримав племенні групи тєле — хуйху-уйгурів та байирку, що підпорядковувалися Східнотюркському каганату. Спільними зусиллями їм в 4 битвах вдалося завдати поразки військам Кат Іль-хана. Ймовірно ці дії були узгоджені з західнотюркським каганом Тун-Ябгу-каганом та імперією Тан.
У 628 році почалося повстання племен дулу проти Тун-Ябгу-кагана, влада якого послабла. Цим скористався Инан, що оголосив себе каганом Ін-чор Більге. Невдовзі отримав визнання титулу від танського імператора Лі Шиміня, який надав йому титул Чженчжупікє-кагана. У відповідь каган визнав зверхність імператора.
Доволі швидко встановив владу над іншими племенами тєле — хуйху-уйгурами, байирку, едіз, а також племенами басмали, мохе, пуґу і тунло. Восени 629 року відправив посольство з даниною до танського імператора. У 630 році розділив Східнотюркський каганат з імперією Тан.
632 року завдав поразки західнотюркському кагану Си-Ябгу. У 634 році відбив напад тюрок на чолі із Ашиною Ше'єром, який втік до Гаочану. У 638 році за власними повідомленнями Ін-чор Більге-хан мав військо у 200 тис. вояків. Для більш вправного управління розділив державу на північ і південь, на чолі цих адміністративно-військових одиниць поставив синів. Втім таке посилення викликало занепокоєння танського уряду, що почав інтригувати серед синів кагана. Втім правитель сеньято відмовився долучитися до західнотюркського кагана Ишбара-Толіса, що планував атакувати китайські володіння.
Але у 639 році імператор призначив Імішу Силібі-хана правителем східних тюрок, наказавши кагану Ін-чор Більге-хану зберігати з ним мир. Але у 641 році побоючись посилення східних тюрок, каган відправив свого сина Даду проти Імішу Силібі-хана, який зазнав поразки й відступив до Великого китайського муру. У грудні 641 року танська армія на чолі із Лі Шимінєм виступила проти даду, якому зрештою було завдано поразку на початку 642 року. Невдовзі вдалося сторонам замиритися.
Каган намагався використати цю ситуацію для влаштування шлюбу з представницею правлячої династії Тан, пообіцявши багатий посаг. Для вправного ведення перемовин захопив Гелі, вождя племені кібі, що був підлеглим імператорові. Той погодився на шлюб своєї доньки сіньсін з Ін-чор Більге-ханом. Проте в подальшому Лі Шимінь усіляко затримував виконання обіцяного. У відповідь каган знову став атакувати східних тюрок, які до 644 року залишили свої кочів'я, переселившись власне до танських володінь.
Останні роки намагався відвернути напад танського імператора, що був невдаволений посиленням каганату. Помер Ін-чор Більге-хан 645 року. Згідно заповіту каганом став його син Єман під ім'я Ту-Ябгу-каган (в китайському варіанті Тулішу), але через місяць його повалив й стратив брат Багадур, що прийняв ім'я Домі-хан.